# Clapham cum Newby
Clapham cum Newby est une paroisse civile du Yorkshire du Nord, en Angleterre.